# أنوار الحق كاكر
أنوار الحق كاكَر (بالأردوية: انوار الحق کاکڑ)‏، هو سياسي باكستاني شغل منصب رئيس وزراء باكستان المؤقت، في منصبه منذ أغسطس 2023 خلف شهباز شريف حتى 13 مارس 2024. شغل سابقًا منصب المتحدث الرسمي باسم حكومة بلوشستان من عام 2015 إلى عام 2017.